# Партнёр 01.01

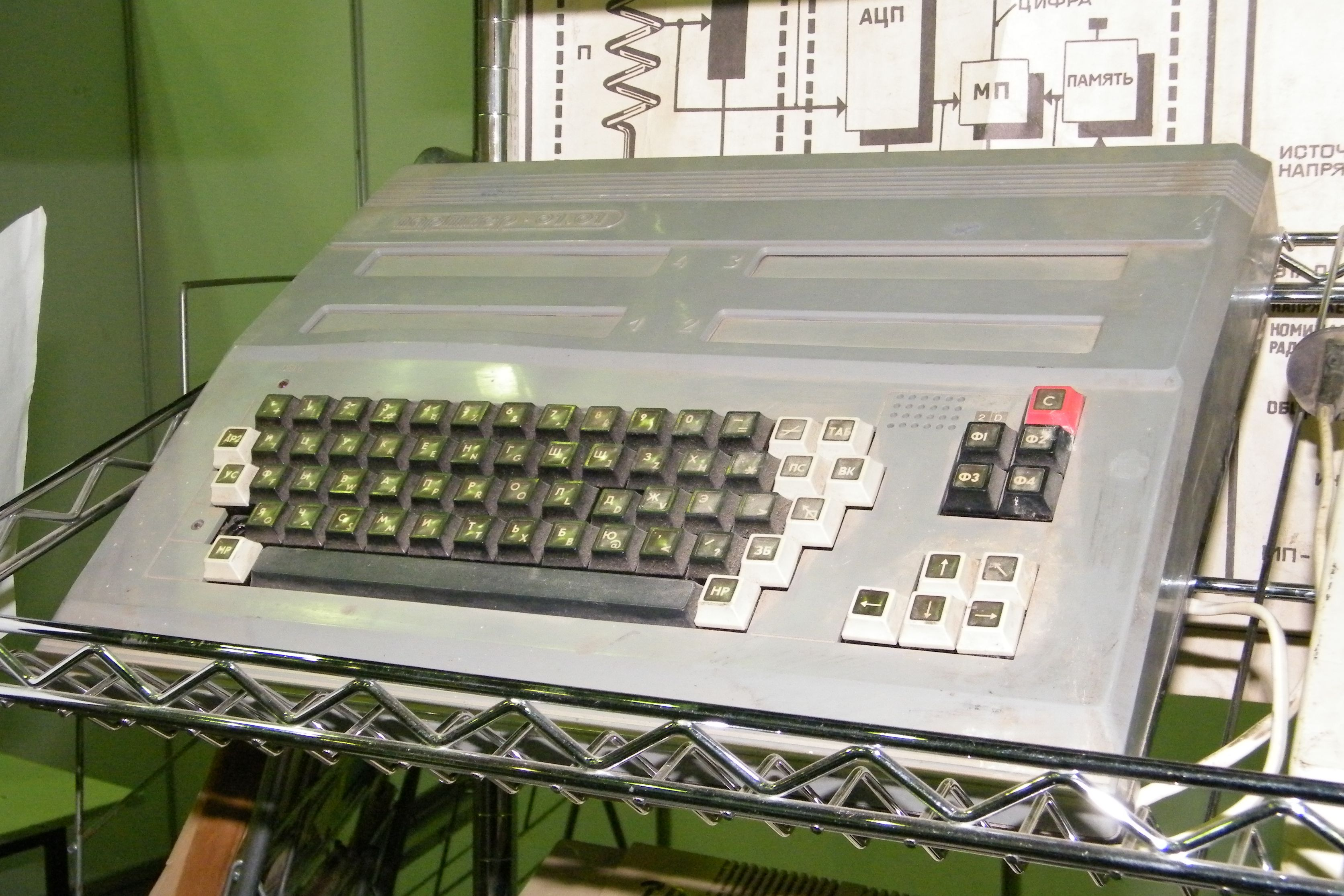
Компьютер «Партнёр 01.01»

«Партнёр 01.01» — советский 8-разрядный бытовой компьютер. Разработан на основе схемотехники Радио 86РК и сохраняет с ним частичную программную совместимость. Серийно выпускался на ПО «САМ» СКБ ВМ в г. Рязань примерно с середины 1987 года. В конце 1990 года был выпущен юбилейный 25-тысячный бытовой компьютер «Партнёр».
Цена в 1989—1990 годах — 600…750 рублей.

## Технические характеристики
- Процессор: КР580ВМ80А
- Быстродействие: 370 тысяч (регистровых) операций в секунду
- Память: ОЗУ — 64 КБ, ПЗУ — 16 КБ (ROM-BIOS, монитор, редактор текстов и бейсик)
- Разрешение экрана: текстовый режим 25 строк по 64 символа, монохром (с модулем МЦПГ — 8 цветов). Полноценного графического режима нет, но есть псевдографика с разрешением 128×62 и 128×129.
- Габариты: 418×334×64 мм
- Масса: 3,7 кг
- Потребляемая мощность: 22 Вт
- Средняя наработка на отказ: 10 000 ч.[источник не указан 928 дней]

Выполнен в виде моноблока, в котором размещены блок питания, плата и клавиатура. В качестве устройства вывода использовался обычный телевизор (через антенный вход) либо монитор «Электроника» МС 6105. Внешнее запоминающее устройство — бытовой кассетный магнитофон.
В отличие от «Радио-86РК», имеющего возможность отображения набора лишь из 128 символов, знакогенератор ПК «Партнёр» имеет 8 наборов символов, переключаемых программно. Среди них присутствуют: стандартный набор символов «Радио-86РК», основанный на КОИ-7 Н2 (смешанный русско-латинский, только заглавные буквы, отсутствуют буквы Ё и Ъ), полноценные наборы символов для русского и английского языков с заглавными и строчными буквами (так называемая Основная кодировка ГОСТ), несколько наборов псевдографики.

## Модули расширения
Отличительная особенность ПК «Партнёр» — возможность подключения дополнительных модулей. Модули — небольшие одноплатные картриджи в пластмассовом корпусе. К ПЭВМ можно подключить до восьми модулей (4 — к моноблоку и 4 — к дополнительному расширителю)
- Партнёр-02.01 — Модуль параллельного интерфейса
- Партнёр-03.11 — Модуль программатора ПЗУ
- Партнёр-01.61 — Модуль цветной псевдографический (МЦПГ)
- Партнёр-01.51 — Модуль контроллера дисковода
- Партнёр-02.11 — Модуль последовательного интерфейса

Модуль МЦПГ позволял подключать компьютер к цветным телевизорам, имеющим RGB-вход, и расширял графические и звуковые возможности компьютера. В состав модуля входили видеоконтроллер КР580ВГ75, микросхема таймера КР580ВИ53 и ОЗУ знакогенератора на двух микросхемах КР537РУ10 общим объёмом 4 КБ. Видеоконтроллер работал параллельно с видеоконтроллером компьютера и позволял отображать поверх обычного текстового экрана цветное изображение, создаваемое из загружаемых в ОЗУ знакогенератора символов. При этом разрешение графики, выводимой МЦПГ, не совпадало с разрешением текстового экрана (символы 4×8 вместо 6×8 пикселей). Микросхема таймера использовалась в качестве трёхканального синтезатора звука. В комплект поставки модуля входила кассета с графической программой и несколькими играми, поддерживающими возможности МЦПГ.

## Программное обеспечение
Вместе с компьютером поставлялось программное обеспечение на кассетах — языки Бейсик, Ассемблер, Форт.
В ПЗУ компьютера было прошито следующее ПО:
- операционная система «Монитор» (сильно расширенная версия «Монитора» Радио 86РК, учитывавшая продвинутые возможности Партнёра), было выпущено 3 версии «Монитора»;
- интерпретатор языка Бейсик (почти полный клон Basic *MICRON* Радио 86РК), интерпретатор загружался в ОЗУ за 2 секунды;
- строчный редактор и ассемблер, заимствованные у Радио 86РК.

Полная программная совместимость с Радио 86РК, Микроша, Апогей БК-01 отсутствует (поскольку различаются адреса экранного буфера и портов БИС), но общность технических решений и входных точек стандартных подпрограмм ROM-BIOS позволяла легко адаптировать несовместимые программы с этих компьютеров на Партнёр, благодаря чему было доступно множество системных и игровых программ.
При подключении модуля контроллера дисковода возможно использование адаптированной версии ОС CP/M с дискетами формата 360 КБ.

## Эмуляторы
Партнёр входит в число компьютеров, поддерживаемых эмулятором Emu80.

### Комментарии
1. ↑  Цена 750 рублей утверждена постановлением Госкомцен СССР от 27 апреля 1990 года № 327.